# Блага (Бакеу)
Блага (рум. Blaga) — село у повіті Бакеу в Румунії. Входить до складу комуни Дялу-Морій.
Село розташоване на відстані 223 км на північний схід від Бухареста, 43 км на південний схід від Бакеу, 102 км на південь від Ясс, 109 км на північний захід від Галаца, 145 км на північний схід від Брашова.

## Населення
За даними перепису населення 2002 року у селі проживали 252 особи, усі — румуни. Усі жителі села рідною мовою назвали румунську.